# J-pole-antenne
En J-pole-antenne også kendt som en J-antenne er en radioantenne, 
som er en transducer, som kan sende og modtage radiobølger.
En forgænger til J-pole-antennen blev opfundet af Hans Beggerow i 1909 til brug i Zeppeliner luftskibe.
J-pole antennen hang efter luftskibet og J-pole-antennen udgøres af et enkelt element; en 1/2-bølgelængde lang stråler koblet til det ene ben på en 1/4-bølgelængde balanceret stub. Dette koncept udvikledes til J-konfigurationen år 1936,
som herved fik navnet J-antenne år 1943.
Dét, som er J-pole-antennens fordel er, at den er endefødet samtidig med, at den ikke behøver radialer. Dét gør, at J-pole-antennen er meget fysisk smal. Det skal bemærkes, at formålet med det 1/4-bølgelængde lange balancerede stub alene er impedanstilpasning og ikke radioudstråling. Så det 1/4-bølgelængde lange balancerede stub kan fx være i vinkel med 1/2-bølgelængdestråleren, hvilket i så fald kaldes en Zepp-antenne.

## Karakteristikker
J-pole-antennen er en endefødet rundstrålende 1/2-bølgelængde radioantenne, der bliver tilpasset til fødekablet via en 1/4-bølgelængde balanceret transmissionslinje stub af Lecher-systemtypen. Tilpasningen til fødekablet opnås ved at flytte forbindelsen til fødekablet frem og tilbage på stubben, indtil den ønskede belastningsimpedans opnås. Da antennen er en 1/2-bølgeantenne, fås lidt forstærkning i forhold til en kvartbølge groundplane antenne.

### Forstærkning og udstrålingsdiagram
Da J-pole-antennen faktisk er en 1/2-bølgeantenne, har J-pole-antennen en overvejende cirkulær udstråling i H-planet med en middel frirums forstærkning nær 2,2 dBi (0,1 dBd).
Målinger og simulationer bekræfter, at 1/4-bølgestubben modificerer det cirkulære H-plans mønsters form ved at øge forstærkningen lidt på siden af J-stub-elementet og reducerer forstærkningen lidt på siden modsat J-stub-elementet.
Vinkelret i forhold til J-stubben, er forstærkningen tæt på middel; omkring 2,2 dBi (0,1 dBd).
Denne lille øgning over en 1/2-bølgedipols 2,15 dBi (0 dBd) forstærkning, repræsenterer det lille bidrag til mønsteret lavet af strømubalancen på tilpasningssektionen.
Mønsteret i E-planet afslører en lille mønsterelevation i retningen af J-elementet, mens mønsteret modsat J-elementet mest er bredside.
Nettoeffekten af 1/4-bølgestubbens forstyrrelse, er en H-plans omtrentlige forstærkning fra 1,5 til 2,6 dBi (-0,6 dBd til 0,5 dBd).

### Miljø
Ligesom alle radioantenner, er J-pole-antennen følsom overfor elektrisk ledende objekter i sit induktionsfelt (også kendt som det reaktive nærfeltsområde )
og bør holde tilstrækkelig separation, for at minimere disse nærfeltsinteraktioner som en del af systeminstallationsovervejelserne.
1/4-bølge transmissionslinjestubben har et eksternt elektromagnetisk felt med styrke og størrelse proportionalt til afstanden mellem de parallelle ledere.
De parallelle ledere skal holdes fri for fugt, sne, is og skal holdes fri for andre ledere som fx metal vinduesrammer, lynafledere, osv. med en minimumafstand på to til tre gange afstanden mellem stubbens ledere.
J-Pole-antennen er meget følsom overfor elektrisk ledende støttestrukturer og vil opnå sin bedste ydelse uden elektrisk forbindelse mellem antennelederne og monteringsstrukturen.

## Fødning og montering

### Konstruktion
Typiske konstruktionsmaterialer omfatter metalrør og hønsestige.

### Fødning
J-pole-antennen og dens varianter kan fødes via en balanceret transmissionslinje. Et koaksialkabel kan anvendes, hvis det omfatter en metode til at undertrykke RF-strømme på ydersiden af koaksialkablet.
Fødepunktet af J-pole-antennen ligger et sted mellem den kortsluttede lavimpedans bund og den åbne højimpedans top af J-stubben.
Mellem disse to ekstremer kan enhver impedanstilpasning opnås.

### Montering
J-pole-antennedesignet fungerer godt med en balanceret fødning (evt. via balun, transformer eller drosselspole) og når ingen elektrisk forbindelse eksisterer mellem dens ledere og antennestøtte.
Historisk dokumentation af J-antennen foreslår, at den nedre ende af tilpasningsstubben er på nulpotentiale med hensyn til jord - og kan forbindes til en jordingsledning eller antennemasten, uden indflydelse på antennens funktion.
Senere forskning bekræfter tendensen til at mast eller jording trækker RF-strømme, hvilket ændrer antenneudstrålingen.
En almindelig monteringsmetode er at forlænge lederen under J-pole-stubbens bund, hvilket resulterer i uønskede RF-strømme.
Dette ændrer antennens fjernfelt hvilket typisk, men ikke altid, rejser de primære laveste strålezoner over horisonten, hvilket reducerer antennens effektivitet ved lokalkommunikation.
J-pole-antenner med elektrisk forbindelse til deres støtte, er ikke bedre og er ofte meget værre end en simpel monopolantenne.
En maste afkoblingsstub reducerer mastestrømme.

## Variationer

### Slim-Jim-antenne
En variation af J-pole antennen er Slim-Jim-antennen, også kendt som 2BCX Slim-Jim,
som er relateret til J-pole, ligesom en foldet dipol er relateret til en dipolantenne.
Slim-Jim er en af mange måder at lave en J-Pole på. Slim-Jim er opfundet af Fred Judd (G2BCX), og navnet blev afledt fra dens smalle konstruktion og J-type-tilpasningsstub (J Integrated Matching).
Slim-Jim variationen af J-pole-antennen har karakteristikker og ydelse som ligner en simpel eller foldet halvbølgeantenne og identisk til den traditionelle J-pole konstruktion.
Judd fandt at Slim-Jim producerede en lavere sendevinkel og bedre elektrisk ydelse end en 5/8-bølgelængde groundplane-antenne. Slim-Jim-antenner lavet af hønsestige transmissionslinje anvender den eksisterende parallelle leder til det foldede dipolelement.
I kobberrørs variationen, anvender Slim-Jim mere materiale uden ydelsesfordele. Slim-Jim-antenner har ingen ydelsesfordele i forhold til den traditionelle J-pole-antenne.
Slim-Jims omtrentlige forstærkning i H-planet er fra 1,5 til 2,6 dBi (-0,6 dBd til 0,5 dBd).

### Super-J-antenne
Super-J-varianten af J-pole-antennen tilføjer yderligere en collinear halvbølge stråler over det traditionelle J og forbinder de to med en fasende stub, så begge vertikale halvbølgesektioner stråler med samme fase.
Den fasende stub mellem de to halvbølgesektioner er ofte Franklin-design.
Super-J-antennen presser den vertikale strålebredde og har større forstærkning end det traditionelle J-pole design.
Begge strålende sektioner har utilstrækkelig separation til realisering af de maximale fordele ved collinear stakking, hvilket resulterer i en lidt mindre forstærkning end optimal 3 dB over den traditionelle J-pole eller halvbølgeantenne.
Super-J-antennens omtrentlige forstærkning i H-planet er fra 4,6 til 5,2 dBi (2,4 dBd til 3,1 dBd).

### Collinear-J-antenne
Collinear-J-antennen forbedrer Super-J ved at separere de to strålende halvbølgesektioner for optimering af forstærkning ved anvendelse af en fasende spole.
Den resulterende forstærkning er tættere på de optimale 3 dB over en traditionel J-pole eller halvbølgeantenne.
Collinear-J-antennens omtrentlige forstærkning i H-planet er fra 4,6 til 5,2 dBi (2,4 dBd til 3,1 dBd).

### J-pole variationernes E-plan forstærkningsdiagrammer
Grafen sammenligner E-plan forstærkning af de tre tidligere nævnte J-pole variationer til den traditionelle J-antenne.
Den traditionelle J-antenne og SlimJIM variationen er næsten identiske i forstærkning og mønster. Super-J afslører fordelene ved den rette fasning og orientering af den anden stråler over den første. Collinear-J viser en lidt højere ydelse end Super-J.

## Tobånds J-pole-antenne
Det er muligt at sætte to J-pole-antenner sammen til én antenne med et fødepunkt.
On-line har radioamatøren VK5JST formidlet en byggeopskrift baseret på en artikel i CQ magazine (1987). Web-siden beskriver en forholdsvis simpel tobånds J-pole-antenne, der dækker 2 meter båndet og 70 cm båndet. Designet er unikt, da det kobler koaksialinderlederen direkte til bunden af den mellemlange aluminiumspind - og skærmen til de to andre aluminiumspinde.
I det danske radioamatør tidsskrift OZ blev tobånds J-pole-antenne byggeopskrift beskrevet til 2 meter båndet og 70 cm båndet, baseret på twinlead transmissionslinje bragt i nr 4 2009.